# Vettore di Burgers

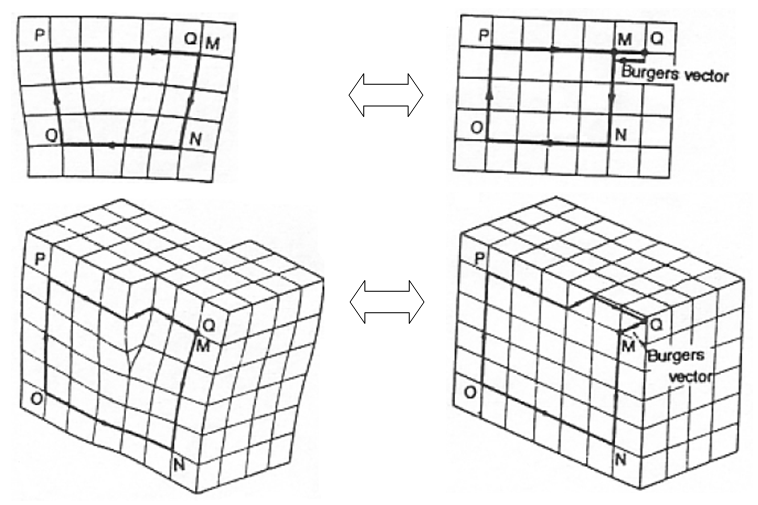
Rappresentazione del vettore di Burgers.

Nella scienza dei materiali, il vettore di Burgers, è un mezzo per caratterizzare, in un cristallo, l'orientazione e l'intensità di una dislocazione. In particolare il vettore è perpendicolare o parallelo alla linea di dislocazione, a seconda che la dislocazione sia a spigolo o a vite, e di ampiezza pari alla più piccola distanza di spostamento degli atomi.

## Il calcolo del vettore
Il vettore di Burgers si individua mediante la cosiddetta "circuitazione di Burgers" che si ottiene come segue:
1. si sceglie il punto del cristallo nel quale si vuole misurare il vettore;
2. si sceglie una direzione arbitraria e in quella direzione si contano un certo numero di passi reticolari;
3. si sceglie poi un'altra direzione ortogonale alla precedente e ci si sposta dello stesso numero di passi reticolari;
4. si sceglie poi un'altra direzione ortogonale alla precedente e parallela a quella iniziale ma di verso opposto e ci si sposta dello stesso numero di passi reticolari
5. si sceglie poi un'altra direzione ortogonale alla precedente e parallela a quella scelta al punto 3 ma di verso opposto e si cerca quindi di chiudere il quadrato muovendosi sempre dello stesso numero di passi raggiungendo il punto finale;
6. il vettore di Burgers è il vettore che unisce il punto iniziale a quello finale.

Se il punto finale coincide con quello iniziale e quindi il vettore di Burgers è nullo, allora il cristallo è privo di difetti lineari.